# Cynowód
Cynowód, złotnica (Coptis) – rodzaj roślin należący do rodziny jaskrowatych. Obejmuje kilkanaście gatunków występujących w umiarkowanym i chłodnym klimacie Azji i Ameryki Północnej. 

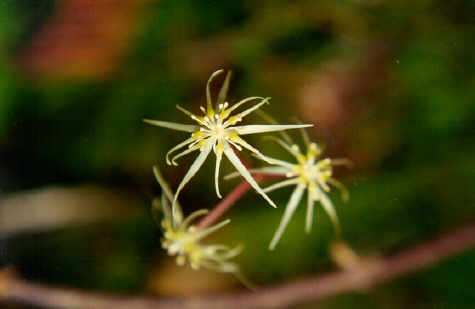
Kwiaty Coptis occidentalis

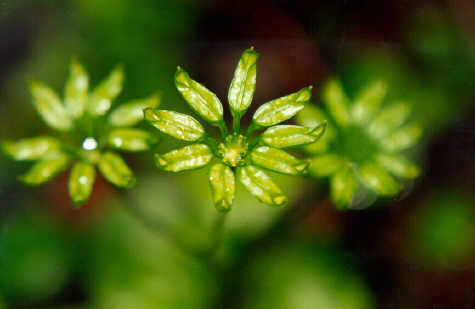
Owoce Coptis occidentalis

## Morfologia
Byliny z cienkimi kłączami (do 2 mm grubości) o barwie jasnobrązowej, pomarańczowej lub żółtej. Liście odziomkowe ogonkowe, o blaszce trójdzielnej lub pojedyncze, ew. dwukrotnie pierzasto złożonej. Poszczególne listki owalne lub wcinane, o brzegu piłkowanym lub ząbkowanym. Kwiaty zebrane w liczbie od 1 do 4 w wierzchotkowaty kwiatostan, bez przysadek. Kwiaty obupłciowe, promieniste. Listki okwiatu w dwóch okółkach po 5–7. Zewnętrzne białe lub zielonkawe, od wąskich do owalnych. Wewnętrzne zielonkawe z miodnikami u nasady. Pręcików od 10 do 60. Słupki pojedyncze od 4 do 15. Owocami są mieszki. 

## Systematyka
Pozycja według APweb (aktualizowany system APG IV z 2016)
Rodzaj z podrodziny Coptoideae Tamura (siostrzany dla monotypowego rodzaju żółcień Xanthorhiza), rodziny jaskrowatych (Ranunculaceae) z rzędu jaskrowców (Ranunculales), należących do kladu dwuliściennych właściwych (eudicots). 
Wykaz gatunków
- Coptis asplenifolia Salisb.
- Coptis chinensis Franch.
- Coptis deltoidea C.Y.Cheng & P.K.Hsiao
- Coptis japonica (Thunb.) Makino
- Coptis laciniata A.Gray
- Coptis minamitaniana Kadota
- Coptis occidentalis (Nutt.) Torr. & A.Gray
- Coptis omeiensis (C.Chen) C.Y.Cheng
- Coptis quinquefolia Miq.
- Coptis quinquesecta W.T.Wang
- Coptis teeta Wall.
- Coptis trifolia (L.) Salisb.
- Coptis trifoliolata (Makino) Makino